# Publiczne uczelnie ekonomiczne w Polsce
Publiczne uczelnie ekonomiczne w Polsce – wykaz działających w Polsce publicznych uczelni ekonomicznych.

## Charakterystyka
Nadzór nad publicznymi uczelniami ekonomicznym sprawuje minister właściwy ds. szkolnictwa wyższego.
W Polsce istnieje 5 publicznych uczelni ekonomicznych, w tym 4 w randze uniwersytetu. Według stanu w dniu 30 listopada 2014 studiowało na nich 65 732 osób wobec 121 388 osób studiujących na 65 ekonomicznych uczelniach niepublicznych.
Z 5 funkcjonujących obecnie publicznych uczelni ekonomicznych 4 powstały przed wybuchem II wojny światowej. W okresie międzywojennym centralną pozycję w szkolnictwie ekonomicznym zajmowała Szkoła Główna Handlowa w Warszawie, co znajdowało odzwierciedlenie w jej nazwie (nadanej po raz pierwszy w 1933). W 1949 uczelnia ta została upaństwowiona przez władze komunistyczne, które oprócz zmiany nazwy na Szkołę Główną Planowania i Statystyki, dostosowały również jej program nauczania i program badawczy do potrzeb gospodarki centralnie planowanej.
W latach 2007–2010 istniejące w Krakowie, Wrocławiu, Poznaniu i Katowicach akademie ekonomiczne przekształcono w uniwersytety ekonomiczne.

## Publiczne uczelnie ekonomiczne
Opracowano na podstawie danych Ministerstwa Nauki i Szkolnictwa Wyższego. Uszeregowano chronologicznie (wyróżniono datę powstania uczelni pod obecną nazwą). Liczba studentów według stanu w dniu 30 listopada 2014, w oparciu o dane Głównego Urzędu Statystycznego.
| Lp. | Nazwa                                | Siedziba | Siedziba | Historia | Liczba studentów |
| --- | ------------------------------------ | -------- | -------- | --- | ---------------- |
| 1.  | Szkoła Główna Handlowa w Warszawie   | Warszawa |          | Powstała w 1933. Wywodzi się z założonych w 1906 Prywatnych Kursów Handlowych Męskich Augusta Zielińskiego. W latach 1949–1991 uczelnia nosiła nazwę Szkoła Główna Planowania i Statystyki. | 13 782           |
| 2.  | Uniwersytet Ekonomiczny w Krakowie   | Kraków   |          | Powstał w 2007. Wywodzi się z założonego w 1925 Wyższego Studium Handlowego. W latach 1974–2007 uczelnia nosiła nazwę Akademia Ekonomiczna.                                                 | 19 671           |
| 3.  | Uniwersytet Ekonomiczny we Wrocławiu | Wrocław  |          | Powstał w 2008. Wywodzi się z założonej w 1947 Wyższej Szkoły Handlowej, przekształconej następnie w Wyższą Szkołę Ekonomiczną (1950) i Akademię Ekonomiczną im. Oskara Langego (1974).     | 12 364           |
| 4.  | Uniwersytet Ekonomiczny w Poznaniu   | Poznań   |          | Powstał w 2008. Wywodzi się z założonej w 1926 Wyższej Szkoły Handlowej. Na przestrzeni lat uczelnia nosiła m.in. nazwę Akademia Ekonomiczna w Poznaniu (1974–2008).                        | 10 401           |
| 5.  | Uniwersytet Ekonomiczny w Katowicach | Katowice |          | Powstał w 2010. Wywodzi się z uruchomionego w 1937 Wyższego Studium Nauk Społeczno-Gospodarczych. W 1972 uczelnia otrzymała imię Karola Adamieckiego, a w 1974 nazwę Akademia Ekonomiczna.  | 10 345           |